# Manuel Quindimil
Manuel «Manolo» Quindimil (Valentín Alsina, Buenos Aires, 24 de diciembre de 1923 - Lanús, Buenos Aires, 20 de diciembre de 2008) fue un político argentino, intendente del partido de Lanús, en la zona sur del Gran Buenos Aires, entre los períodos 1973-1976 y 1983-2007.
En 1948 ingresó a la municipalidad en calidad de empleado y dos años después designado Delegado Municipal de Valentín Alsina, cargo que ejerció hasta el golpe de Estado de 1955, cuando una dictadura militar sustituyó al gobierno de Perón y todos sus funcionarios en el poder, se inició en la política mientras trabajaba en el frigorífico Wilson, donde fue delegado gremial y luego integrante de la comisión interna.
En 1973 fue elegido Intendente de Lanús por el Partido Justicialista, y tres años después fue nuevamente depuesto por el autodenominado Proceso de Reorganización Nacional. Al final de la dictadura, en 1983, fue elegido una vez más para el mismo cargo y reelecto en su cargo en las elecciones de los años 1987, 1991, 1995, 1999 y 2003. 
A pesar de aspirar a un octavo período al frente de la intendencia, fue superado por el entonces diputado del Frente para la Victoria, Darío Díaz Pérez, en las elecciones de octubre de 2007, al obtener el 28% de los votos, frente a un 34% de su oponente.
Falleció el 20 de diciembre de 2008, a los 84 años, como consecuencia de un cáncer pulmonar.